# Discografia dei Manowar
Questa che segue è la lista di tutti i dischi pubblicati dalla band metal Manowar.

## Album ed EP
| Data      | Titolo                               | Etichetta           | Classifica | Stato    | Posizione |
| --------- | ------------------------------------ | ------------------- | ---------- | -------- | --------- |
| Album     |                                      |                     |            |          |           |
| 1982      | Battle Hymns                         | Liberty Records     | -          | -        | -         |
| 1983      | Into Glory Ride                      | Music for Nations   | -          | -        | -         |
| 1984      | Hail to England                      | Music for Nations   | Billboard  | USA      | #83       |
| 1984      | Sign of the Hammer                   | Ten Records         | Billboard  | USA      | #73       |
| 1987      | Fighting the World                   | Atlantic Records    | -          | Svezia   | #27       |
| 1988      | Kings of Metal                       | Atlantic Records    | -          | Germania | #37       |
| 1992      | The Triumph of Steel                 | Atlantic Records    | -          | Germania | #8        |
| 1996      | Louder Than Hell                     | Geffen Records      | -          | Germania | #7        |
| 2002      | Warriors of the World                | Nuclear Blast       | -          | Italia   | #31       |
| 2007      | Gods of War                          | Magic Circle Music  | -          | -        | -         |
| 2009      | Battle Hymns MMXI                    | Magic Circle Music  | -          | -        | -         |
| 2012      | The Lord of Steel                    | Magic Circle Music  | -          | -        | -         |
| 2014      | Kings of Metal MMXIV                 | Magic Circle Music  | -          | -        | -         |
| Raccolte  |                                      |                     |            |          |           |
| 1994      | The Hell of Steel                    | Atlantic Records    | -          | Germania | #29       |
| 1997      | Anthology                            | Connoisseur Records | -          | -        | -         |
| 1998      | The Kingdom of Steel                 | BMG International   | -          | Germania | #100      |
| 1998      | Steel Warriors                       | BMG International   | -          | -        | -         |
| 2009      | Manowar Classics                     | EMI Records         | -          | -        | -         |
| Live      |                                      |                     |            |          |           |
| 1997      | Hell on Wheels                       | BMG International   | -          | Germania | #37       |
| 1999      | Hell on Stage                        | Metal Blade Records | -          | Germania | #18       |
| 2007      | Gods of War Live                     | Magic Circle Music  | -          | -        | -         |
| Demo e EP |                                      |                     |            |          |           |
| 1981      | Demo                                 | Liberty Records     | -          | -        | -         |
| 1988      | Kings of Metal EP                    | Atlantic Records    | -          | -        | -         |
| 1999      | Live in Germany                      | BMG International   | -          | -        | -         |
| 1999      | Live in Portugal                     | BMG International   | -          | -        | -         |
| 1999      | Live in France                       | BMG International   | -          | -        | -         |
| 1999      | Live in Spain                        | BMG International   | -          | -        | -         |
| 2001      | Warriors of the World United Part I  | Nuclear Blast       | -          | -        | -         |
| 2001      | Warriors of the World United Part II | Nuclear Blast       | -          | -        | -         |
| 2002      | An American Trilogy                  |                     |            |          |           |
| 2006      | The Sons of Odin EP                  | Magic Circle Music  | -          | Italia   | #1        |
| 2009      | Thunder in the Sky                   | Magic Circle Music  | -          | -        | -         |
| 2013      | The Lord of Steel Live               | Magic Circle Music  | -          | -        | -         |

## Singoli
| Anno | Titolo                        | Posizione in classifica | Posizione in classifica | Posizione in classifica | Posizione in classifica | Posizione in classifica | Album                 |
| Anno | Titolo                        | Billboard Hot 100       | US Alt Songs            | US Hot Mainstream Rock  | UK Singles Chart        | Germania                | Album                 |
| ---- | ----------------------------- | ----------------------- | ----------------------- | ----------------------- | ----------------------- | ----------------------- | --------------------- |
| 1983 | Defender                      | -                       | -                       | -                       | -                       | -                       | Fighting the World    |
| 1984 | All Men Play on Ten           | -                       | -                       | -                       | -                       | -                       | Sign of the Hammer    |
| 1987 | Blow Your Speakers            | -                       | -                       | -                       | -                       | -                       | Sign of the Hammer    |
| 1988 | Herz aus Stahl                | -                       | -                       | -                       | -                       | -                       | Kings of Metal        |
| 1992 | Metal Warriors                | -                       | -                       | -                       | -                       | -                       | The Triumph of Steel  |
| 1994 | Defender 1994                 | -                       | -                       | -                       | -                       | -                       | Fighting the World    |
| 1996 | Return of the Warlord         | -                       | -                       | -                       | -                       | -                       | Louder Than Hell      |
| 1996 | Number 1                      | -                       | -                       | -                       | -                       | -                       | Louder Than Hell      |
| 1997 | Courage                       | -                       | -                       | -                       | -                       | -                       | Louder Than Hell      |
| 1997 | Courage Recorded Live         | -                       | -                       | -                       | -                       | -                       | Louder Than Hell      |
| 2002 | An American Trilogy           | -                       | -                       | -                       | -                       | -                       | Warriors of the World |
| 2003 | The Dawn of Battle            | -                       | -                       | -                       | -                       | -                       | Warriors of the World |
| 2005 | King of Kings - The Ascension | -                       | -                       | -                       | -                       | -                       | Gods of War           |
| 2007 | Silent Night/Stille Nacht     | -                       | -                       | -                       | -                       | -                       | N/A                   |
| 2008 | Die with Honor                | -                       | -                       | -                       | -                       | -                       | Thunder in the Sky    |

## Videografia

### VHS/DVD
| Data | Titolo                                       | Etichetta          | Classifica | Stato | Posizione |
| ---- | -------------------------------------------- | ------------------ | ---------- | ----- | --------- |
| VHS  |                                              |                    |            |       |           |
| 1993 | Secrets of Steel                             | Atlantic Records   | -          | USA   | -         |
| DVD  |                                              |                    |            |       |           |
| 1999 | Hell on Earth                                | BMG International  | -          | USA   | -         |
| 2002 | Warriors of the World United                 | Nuclear Blast      | -          | USA   | -         |
| 2002 | Fire and Blood                               | Nuclear Blast      | -          | USA   | -         |
| 2003 | Hell on Earth Part III                       | Nuclear Blast      | -          | USA   | -         |
| 2005 | Hell on Earth Part IV                        | Nuclear Blast      | -          | USA   | -         |
| 2006 | The Day the Earth Shock - The Absolute Power | Magic Circle Music | -          | USA   | -         |
| 2009 | Hell on Earth Part V                         | Magic Circle Music | -          | USA   | -         |

### Video musicali
- Kings of Metal (Live)
- Heart Of Steel
- Hail and Kill (Live)
- Blow Your Speakers
- Return of the Warlord
- Courage
- Fight For Freedom
- Swords in the Wind
- Warriors of The World United
- Die For Metal
- The Heart Of Steel MMXIV